# Conny Scheel

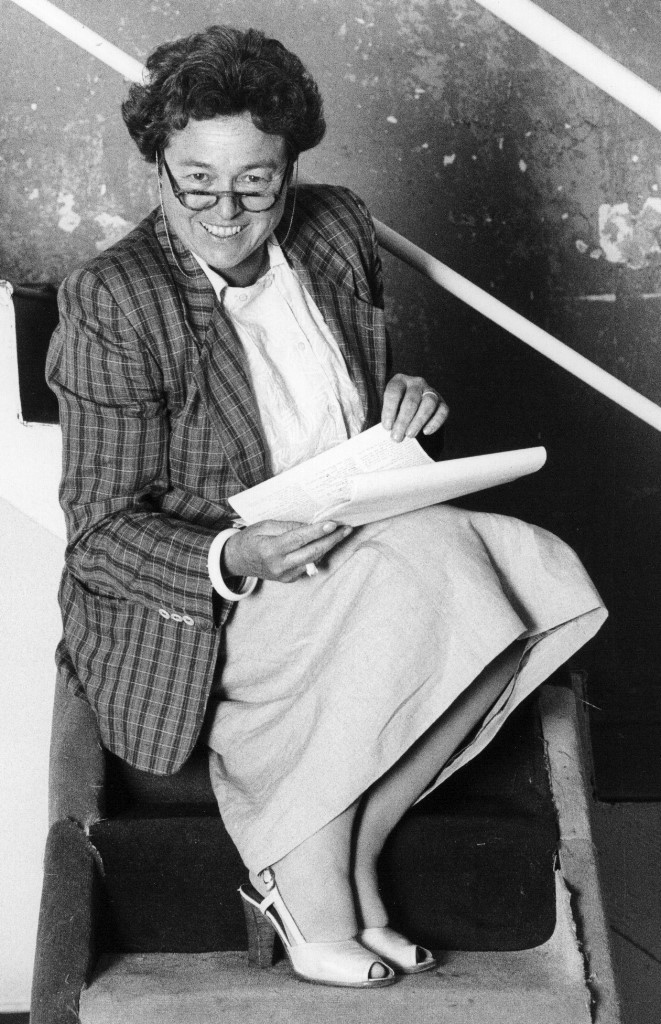
Autorova matka Haidy Jacobi, 1985

Konrad zvaný Conny Scheel (5. července 1955, Stuttgart – 3. září 2022) byl lucemburský fotograf, divadelní a filmový herec a režisér německého původu, který žil od roku 1964 v Lucembursku.

## Životopis
V Lucembursku byl Conny Scheel známý díky roli právníka ve filmu Andyho Bausche Troublemaker. Jako divadelní herec hrál v Kasemattentheater a režíroval Makadammen a Cabarenert.
Jako fotograf se věnoval reportážím o lucemburských hradech a zámcích. Spolupracoval s památkovou ochranou a vydavaetli knih o architektuře a stavební kultuře.
Byl synem rozhlasové mluvčí a divadelní herečky Haidy Jacobiové.

## Filmografie
- Déi zwéi vum Bierg (1985)
- De falschen Hond (1989)
- Troublemaker (1988)
- A Wopbobaloobop a Lopbamboom (1989)